# Steve Meyer
Pour les articles homonymes, voir Meyer.

a Compétitions nationales et continentales officielles uniquement.

Steve Meyer, né le 21 mars 1984 à Johannesburg (Afrique du Sud), est un joueur sud-africain de rugby à XV évoluant au poste de demi d'ouverture de 1,84 m pour 90 kg.

## Biographie
Steve Meyer s'est révélé dans l'équipe espoirs des Natal Sharks, les Wildebeest, mais n'a ensuite joué que deux rencontres de Currie Cup avec l'équipe première, notamment en raison de blessures qui ont ralenti sa progression. En janvier 2010 après quatre saisons en France, il quitte l'USAP pour retourner chez les Natal Sharks. Il a mis fin à sa carrière en février 2010 pour raisons personnelles. Il reprend finalement la compétition avec ces mêmes Sharks.